# Geronimo Stilton

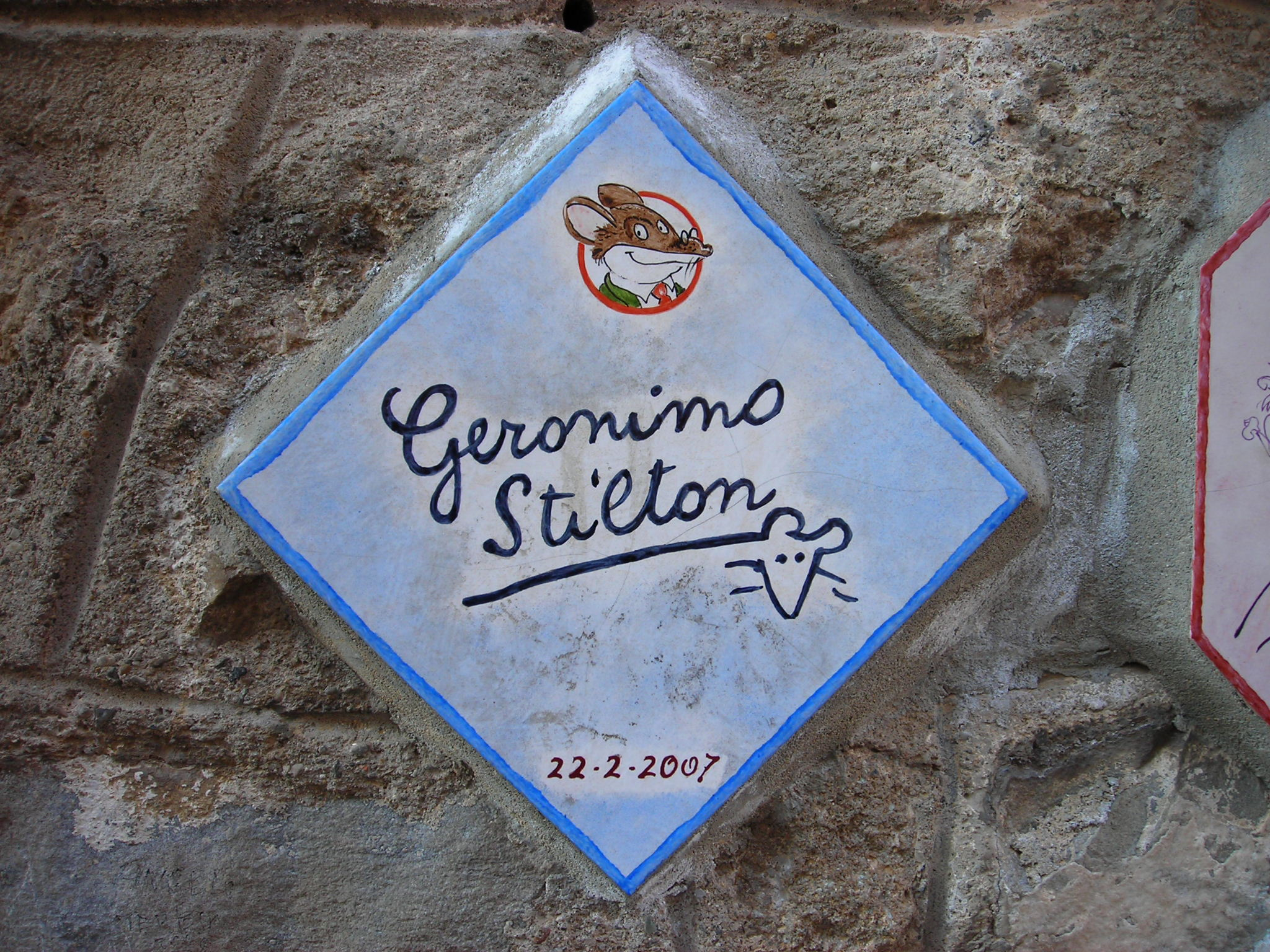
Płytka z podpisem Geronimo Stiltona w Alassio

Geronimo Stilton – seria książek autorstwa Elisabetty Dami, wydawana przez włoskie wydawnictwo Edizioni Piemme począwszy od 2000 roku. Anglojęzyczne wersje książek wydawane są przez Scholastic Corporation od 2004 roku, natomiast w Polsce wydawane są od 2007 roku przez wydawnictwo Firma Księgarska Jacek Olesiejuk. Książki przeznaczone są dla czytelników w wieku od 9 do 12 lat.

## Fabuła
Tytułowy bohater to Geronimo Stilton, gadająca mysz, która mieszka na Mysiej Wyspie. Autor bestsellerów, Geronimo Stilton pracuje jako dziennikarz dla fikcyjnej gazety „Rodent’s Gazette”. Na co dzień razem z młodszą siostrą Tią Stilton, kuzynem Pułapkiem Stiltonem i ulubionym małym bratankiem, dziewięcioletnim Benjaminem Stiltonem rozwiązuje różne zagadki i przygotowuje materiały do gazety. Geronimo jest nerwowy, łagodny, wychowany aby zawsze chcieć czegoś lepszego, niż żyć spokojnym życiem, wciąż angażując się w niebezpieczne przygody z Tią, Pułapkiem, i Benjaminem.

## Bohaterowie
- Geronimo Stilton
- Tia Stilton (Tea w wersji włoskiej, Thea w wersji angielskiej)
- Pułapek Stilton (Trappola w wersji włoskiej, Trap w wersji angielskiej)
- Benjamin Stilton

## Książki

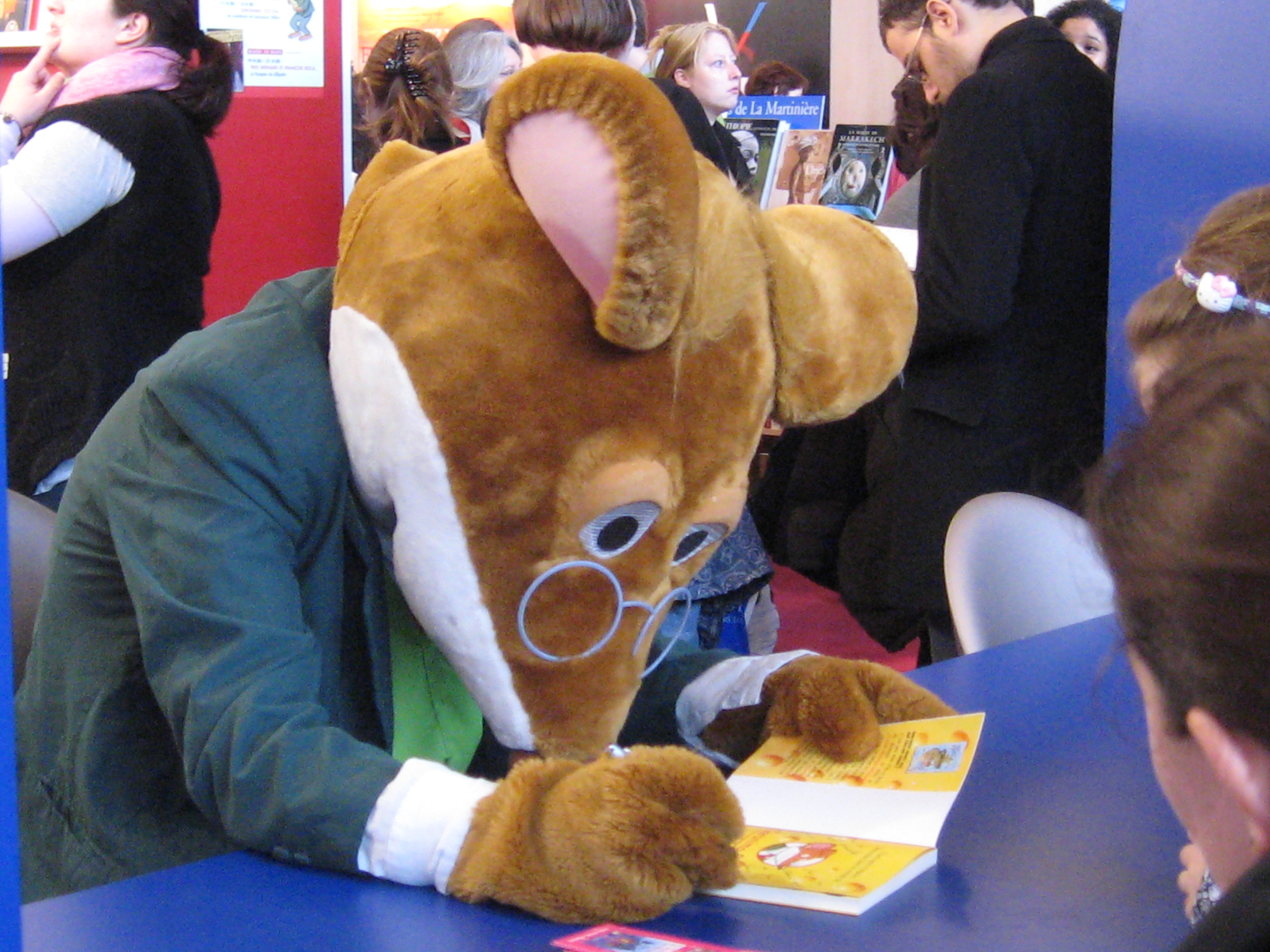
Geronimo Stilton podpisujący książkę w Paryżu

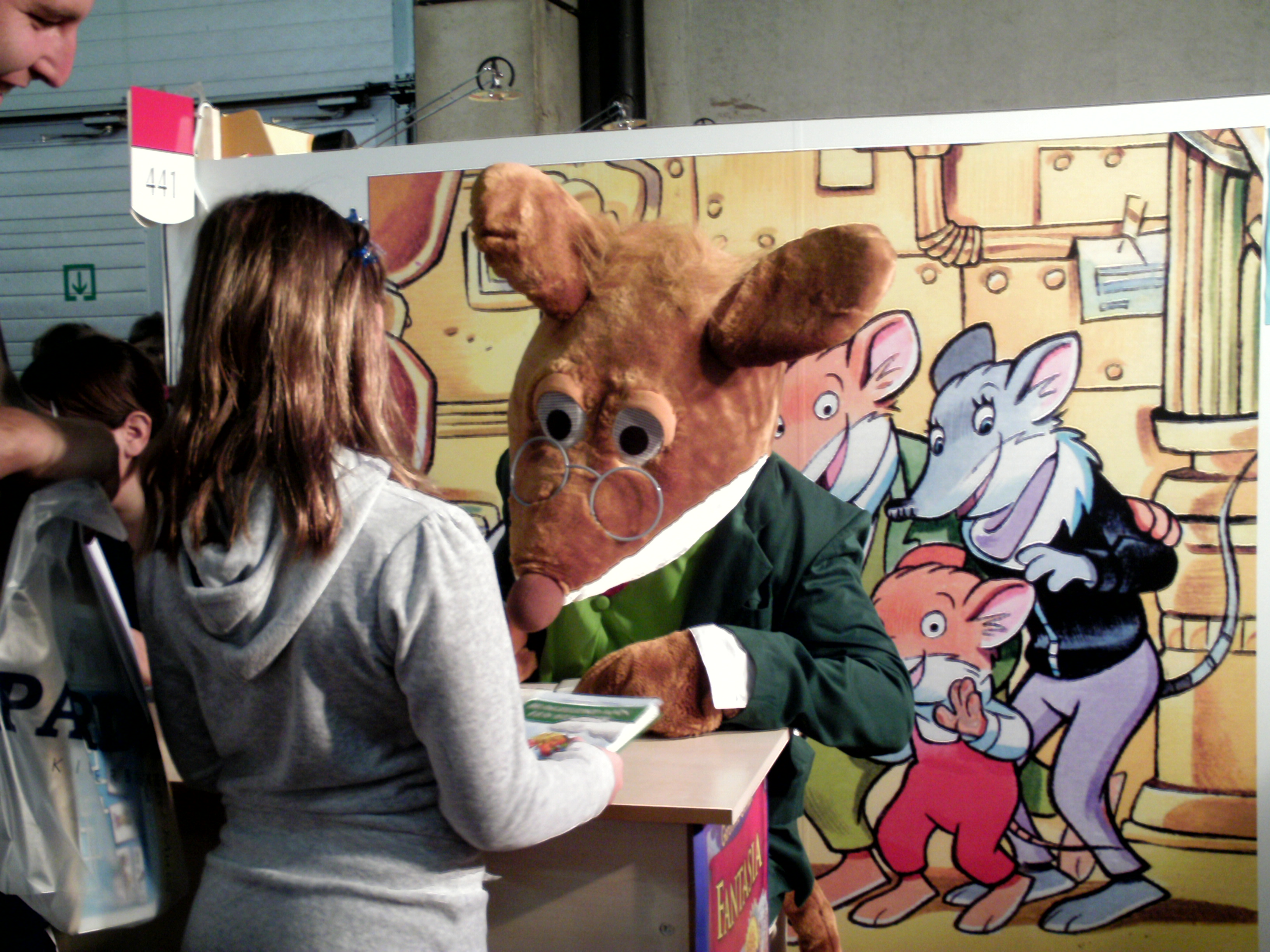
Geronimo Stilton podpisujący książkę na targach książki w Antwerpii

- #1: "Lost Treasure of the Emerald Eye" (Luty 2004)
- #2: "The Curse of the Cheese Pyramid" (Luty 2004)
- #3: "Cat and Mouse in a Haunted House" (Luty 2004)
- #4: "I'm Too Fond of My Fur!" (Luty 2004)
- #5: "Four Mice Deep in the Jungle" (Marzec 2004)
- #6: "Paws Off, Cheddarface!" (Kwiecień 2004)
- #7: "Red Pizzas for a Blue Count" (Maj 2004)
- #8: "Attack of the Bandit Cats" (Czerwiec 2004)
- #9: "A Fabumouse Vacation for Geronimo" (Lipiec 2004)
- #10: "All Because of a Cup of Coffee" (Sierpień 2004)
- #11: "It's Halloween, You 'Fraidy Mouse!" (Wrzesień 2004)
- #12: "Merry Christmas, Geronimo!" (Październik 2004)
- #13: "The Phantom of the Subway" (Listopad 2004)
- #14: "The Temple of the Ruby of Fire" (Grudzień 2004)
- #15: "The Mona Mousa Code" (Styczeń 2005)
- #16: "A Cheese-Colored Camper" (Luty 2005)
- #17: "Watch Your Whiskers, Stilton!" (Marzec 2005)
- #18: "Shipwreck on the Pirate Islands" (Kwiecień 2005)
- #19: "My Name is Stilton, Geronimo Stilton" (Maj 2005)
- #20: "Surf's Up, Geronimo!" (Czerwiec 2005)
- #21: "The Wild, Wild West" (Lipiec 2005)
- #22: "The Secret of Cacklefur Castle" (Sierpień 2005)
- ES*: "A Christmas Tale" (Październik 2005)
- "The Geronimo Stilton Cookbook" (Grudzień 2005)
- #23: "Valentine's Day Disaster" (Styczeń 2006)
- #24: "Field Trip to Niagara Falls" (Marzec 2006)
- #25: "The Search for Sunken Treasure" (Czerwiec 2006)
- #26: "The Mummy with No Name" (Sierpień 2006)
- #27: "The Christmas Toy Factory" (Październik 2006)
- #28: "Wedding Crasher" (Styczeń 2007)
- #29: "Down and Out Down Under" (Marzec 2007)
- #30: "The Mouse Island Marathon" (Czerwiec 2007)
- #31: "The Mysterious Cheese Thief" (Sierpień 2007)
- ES*: "Christmas Catastrophe" (Październik 2007)
- #32: "Valley of the Giant Skeletons" (Styczeń 2008)
- #33: "Geronimo and the Gold Medal Mystery" (Kwiecień 2008)
- #34: "Geronimo Stilton, Secret Agent" (Lipiec 2008)
- #35: "A Very Merry Christmas" (Wrzesień 2008)
- #36: "Geronimo's Valentine" (Styczeń 2009)
- #37: "The Race Across America" (Kwiecień 2009)
- TS*: "Thea Stilton and the Dragon's Code" (Kwiecień 2009)
- #38: "A Fabumouse School Adventure" (Lipiec 2009)
- TS*: "Thea Stilton and the Mountain of Fire" (Wrzesień 2009)
- #39: "Singing Sensation" (Październik 2009)
- ES*: "The Kingdom of Fantasy" (Październik 2009)
- #40: "The Karate Mouse" (Styczeń 2010)
- TS*: "Thea Stilton and the Ghost of the Shipwreck" (Marzec 2010)
- #41: "Mighty Mount Kilimanjaro" (Kwiecień 2010)
- TS*: "Thea Stilton and the Secret City" (Czerwiec 2010)
- #42: "The Peculiar Pumpkin Thief" (Lipiec 2010)
- #43: "I'm Not a Supermouse!" (Październik 2010)
- ES*: "The Quest for Paradise" (Październik 2010)
- TS*: "Thea Stilton and the Mystery in Paris" (Grudzień 2010)
- #44: "The Giant Diamond Robbery" (Styczeń 2011)

Legenda:
- Skrót 'ES' oznacza edycję specjalną.
- Skrót 'TS' oznacza książki gdzie bohaterką jest Tia Stilton.

## Serial animowany
Dzięki dużej popularności książek powstał 26-odcinkowy serial animowany wyprodukowany przez Atlantyca i Moonscoop, który zadebiutował 15 września 2009 na kanale Rai Due we Włoszech. Bazuje na serii książek "Geronimo Stilton". Obecnie trwają prace nad kolejną serią, której premiera przewidziana jest na jesień 2011.